# Hrabstwo Ransom

Piramida wieku hrabstwa

Hrabstwo Ransom (ang. Ransom County) to hrabstwo w stanie Dakota Północna w Stanach Zjednoczonych. Hrabstwo zajmuje powierzchnię 2 238,09 km². Według szacunków United States Census Bureau w roku 2006 liczyło 5 695 mieszkańców. Siedzibą administracji hrabstwa jest miasto Lisbon.

## Miejscowości
- Fort Ransom
- Elliott
- Lisbon
- Sheldon

## CDP
- Englevale
- McLeod